# National Defense Authorization Act
National Defense Authorization Act (česky přibližně zákon schvalující národní obranu, zkratka NDAA) je americký federální zákon specifikující především rozpočet a výdaje amerického ministerstva obrany. Dělí se do vícero sekcí, které se mohou zabývat i dalšími tématy a efektivně tak odrážejí americkou zahraniční politiku, energetickou strategii, vztahy k ostatním zemím a organizacím, jimiž jsou USA členem.
Tento zákon se schvaluje jednou za fiskální rok a každý rok se trochu liší, neboť se uzpůsobuje aktuální situaci. 

## National Defense Authorization Act for Fiscal Year 2012
NDAA pro fiskální rok 2012 vstoupil v platnost podepsáním  Barackem Obamou 31. prosince 2011, poté, co v kongresu prošel většinou 283 hlasů proti 136. Zákon vyhrazuje 662 mld. dolarů na financování „obrany USA a jejich zájmů v zahraničí“, krom jiného.
Kontroverzní je ovšem záhlaví X – „Counter-Terrorism“, podsekce 1021 a 1022, které dávají americké armádě možnost zasahovat na území Spojených států, stejně jako umožňují zatýkání osob včetně Američanů na území USA a jejich neomezené věznění bez sdělení obvinění a řádného soudního procesu. Několik organizací podalo proti této části zákona stížnost. Federální soud Spojených států ji prohlásil za neústavní.[zdroj?]